# Stud. chem. Helene Willfüer (Film)
Stud. chem. Helene Willfüer war ein Stummfilm von 1930 von Fred Sauer mit Olga Tschechowa nach dem gleichnamigen Erfolgsroman von Vicki Baum von 1928.

## Handlung
Die Chemiestudentin Helene Willfüer verehrt ihren Professor Ambrosius in Heidelberg, mag aber auch den Medizinabsolventen Rainer, mit dem sie ein Kind bekommt. Nach erfolglosen Abtreibungsversuchen in Berlin bekommt sie ihr Kind und zieht es alleine groß.
Am Ende nähert sie sich wieder dem alten Professor Ambrosius an.

## Hintergründe
Der Film basiert auf dem gleichnamigen Roman Stud. chem. Helene Willfüer von Vicki Baum, der eines der erfolgreichsten Bücher seiner Zeit war. Die Handlung wird im Film aber vor allem  auf die Beziehungsgeschichten zu Professor Ambrosius und Rainer und auf ihre persönliche Entwicklung reduziert.  Die brisanten Themen des Buches wie der nicht erlaubte Schwangerschaftsabbruch in Deutschland und die präzise beschriebenen Alltagsszenen und Personencharakterisierungen  werden nur kurz angedeutet.
Die Filmaufnahmen fanden 1929 in Heidelberg statt. Die Zensurfreigabe erfolgte am 21. Dezember 1929. Die Premiere war am 30. März 1930 in Berlin, als einer der letzten deutschen Stummfilme.
Der Romanstoff wurde 1936 als Hélène in Frankreich und 1955/56 als Studentin Helene Willfüer in der Bundesrepublik Deutschland erneut verfilmt.